# Elena Recco
Elena Recco (Nápoles, ha. 1654 – Madrid, 1715) fue una pintora de bodegones italiana, activa en Nápoles entre 1670 y 1695, y en Madrid a partir de 1695.

## Biografía
Nacida en Nápoles, era hija del famoso pintor napolitano de bodegones Giuseppe Recco, y hermana del también pintor Nicola Maria Recco. Acompañó a su padre a España en 1695, pero éste falleció tan pronto como llegó, al desembarcar en la ciudad de Alicante. A ella se la menciona trabajando en Madrid a partir de ese año. Es conocida por sus pinturas de naturalezas muertas, especialmente de peces, siguiendo el estilo de los bodegones de su padre. Los antiguos inventarios reales mencionan bastantes floreros pintados por ella, que no han llegado a nuestros días o bien se encuentran todavía sin ser correctamente atribuidos. Uno de los cuadros que actualmente posee el Museo del Prado, titulado Bodegón de flores, aves y vaso de cristal  (número de catálogo P000321), y que procede de las antiguas colecciones reales (en concreto, de los bienes de la reina Mariana de Neoburgo, esposa de Carlos II), podría ser obra de Elena Recco.

## Galería

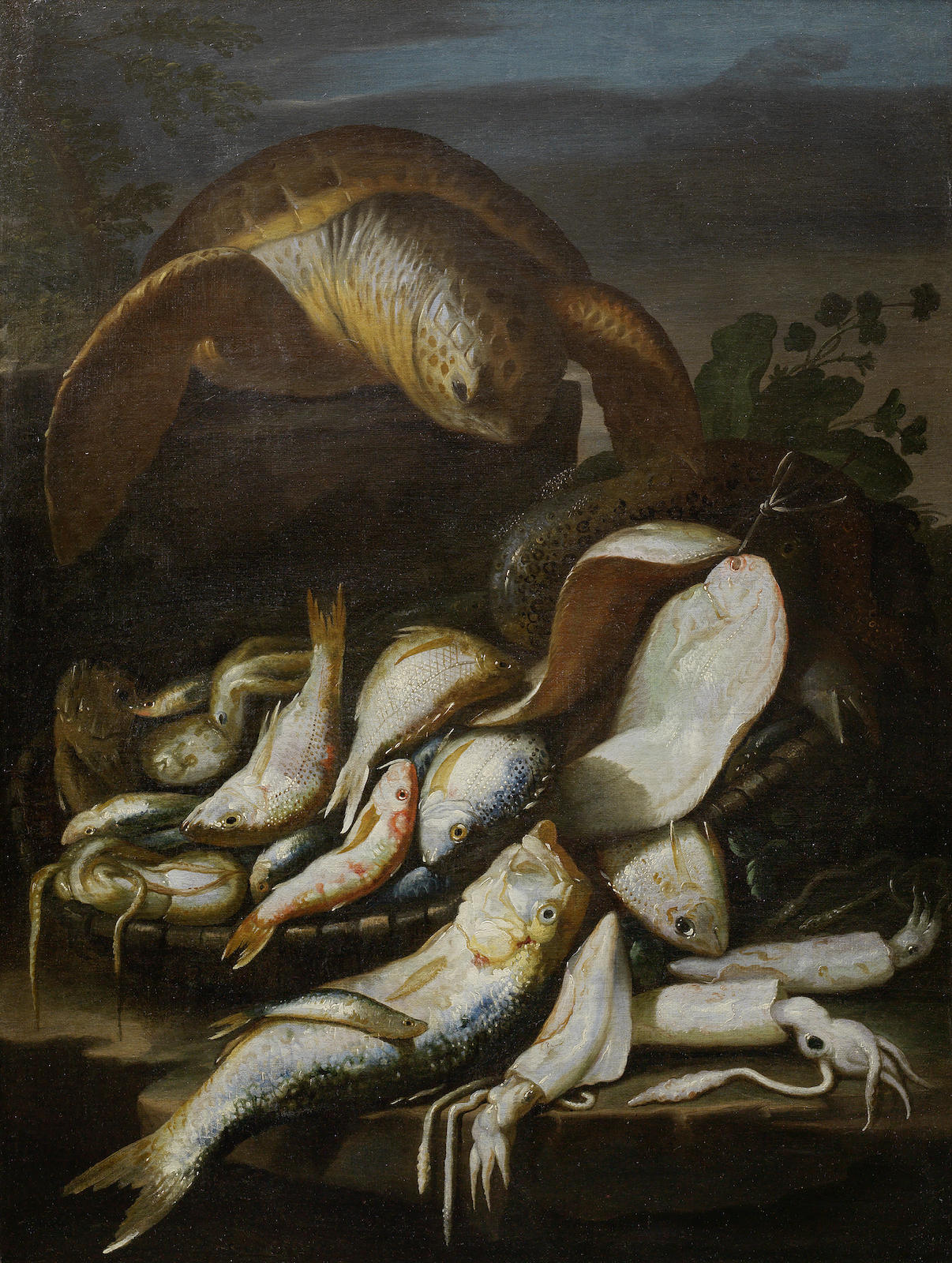
Frutos del mar, colección privada
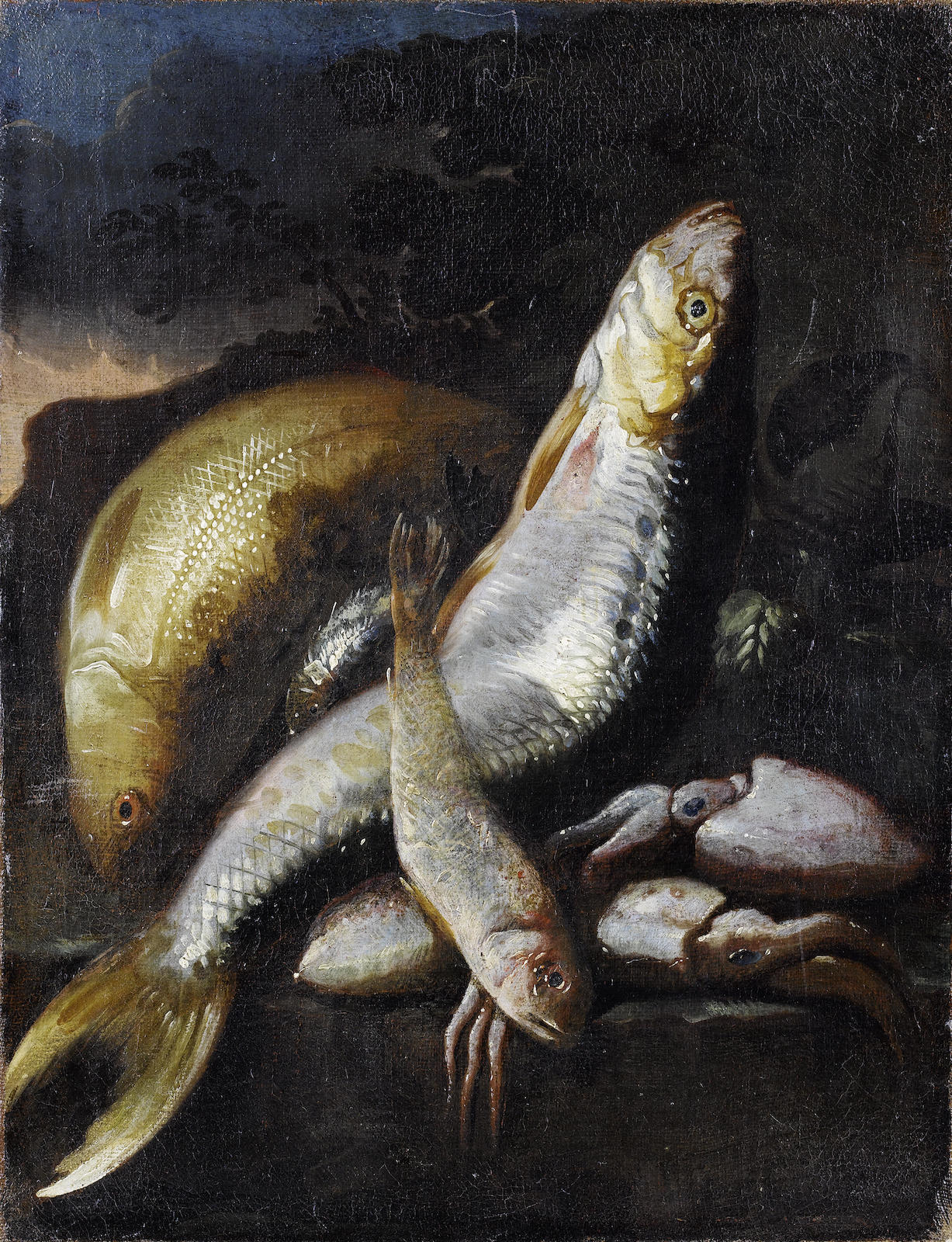
Frutos del mar, colección privada